# Doris Schweizer
Doris Schweizer (Rothenburg, 28 d'agost de 1989) és una ciclista suïssa professional des del 2011 i actualment a l'equip Team Virtu Cycling. Ha guanyat el Campionat nacional en ruta el 2013 i 2016, i el de contrarellotge el 2015 i 2016.

## Palmarès
- 2013
  -  Campiona de Suïssa en ruta
- 2006
  - Vencedora d'una etapa al Tour de Bretanya
- 2015
  -  Campiona de Suïssa en contrarellotge
  - 1a al Tour de Berna
- 2016
  -  Campiona de Suïssa en ruta
  -  Campiona de Suïssa en contrarellotge
  - Vencedora d'una etapa al Tour de l'Ardecha